# Under Capricorn
Under Capricorn är en brittisk film från 1949 i regi av Alfred Hitchcock. Den är baserad på romanen med samma namn av Helen Simpson från 1937. Detta var Hitchcocks andra film i Technicolor, och liksom den föregående färgfilmen Repet (1948), innehåller den också 10 minuter långa tagningar.
Filmens handling utspelar sig i det koloniala Sydney, i New South Wales, Australien under det tidiga 1800-talet. Där ett par, som började som överklassdam och stallpojke på Irland, nu är sammanbundna av en hemsk hemlighet. Under Capricorn är en av flera Hitchcock-filmer som inte är någon typisk thriller; istället är det ett mysterium som involverar ett triangeldrama.

## Rollista i urval
- Michael Wilding - Hon. Charles Adare, brorsbarn till guvernören
- Ingrid Bergman - Lady Henrietta Flusky, vän till Charles syster
- Joseph Cotten - Samson "Sam" Flusky, framgångsrik affärsman och Henriettas make
- Margaret Leighton - Milly, Fluskys hushållerska
- Cecil Parker - Sir Richard, den nye guvernören av New South Wales
- Denis O'Dea - Mr. Corrigan, justitieminister
- Jack Watling - Winter, Fluskys butler
- Harcourt Williams - Kusk
- John Ruddock - Mr. Cedric Potter, bankir
- Bill Shine - Mr. Banks
- Victor Lucas - Pastor Smiley
- Ronald Adam - Mr. Riggs
- Francis de Wolff - Major Wilkins
- G.H. Mulcaster - Dr. Macallister
- Martin Benson - Mannen som bär på ett krympt huvud (ej krediterad)
- Olive Sloane - Sal, kökspersonal hos Mr. Flusky
- Maureen Delaney - Flo, kökspersonal hos Mr. Flusky
- Julia Lang - Susan, kökspersonal hos Mr. Flusky
- Betty McDermott - Martha, kökspersonal hos Mr. Flusky